# Kensington Gardens
Kensington Gardens – jeden z ośmiu parków królewskich w Londynie. Większość parku położona jest w dzielnicy City of Westminster z wyjątkiem niewielkiego obszaru w zachodniej części parku, który leży w dzielnicy Royal Borough of Kensington and Chelsea. Ma powierzchnię ok. 275 akrów (111,3 ha). W parku znajduje się pomnik Albert Memorial.

## Historia
Kensington Gardens był pierwotnie zachodnią częścią Hyde Parku, który został stworzony przez Henryka VIII Tudora w 1536 roku jako prywatny teren łowiecki. Został oddzielony od pozostałej części Hyde Parku w 1728 roku na prośbę królowej Karoliny z Ansbachu i zaprojektowany przez Henry’ego Wise’a i Charlesa Bridgemana w celu utworzenia ogrodu krajobrazowego z modnymi elementami, w tym Round Pond (pol. Okrągły Staw), alejami i holenderskim ogrodem.

## Budynki i zabytki
Tereny otaczające Ogrody Kensington były przeważnie wiejskie i pozostawały w dużej mierze niezagospodarowane aż do Wielkiej Wystawy w 1851 roku. Wiele z oryginalnych elementów przetrwało wraz z Pałacem Kensington. W parku znajdują się także inne zabytki, takie jak Albert Memorial (w południowo-wschodniej części Kensington Gardens, naprzeciwko Royal Albert Hall), Serpentine Gallery i pomnik Johna Speke’a. Królowa Wiktoria zleciła stworzenie włoskich ogrodów i Albert Memorial podczas rozbudowy parku.
Innym elementem parku jest brązowa statua Piotrusia Pana autorstwa George’a Framptona stojący na cokole, na który wspinają się wiewiórki, króliki oraz myszy. Znajduje się tam także plac zabaw Diana Memorial Playground (poświęcony dla Diany, księżnej Walii) i siedmiomilowy (około 11 km) Diana Memorial Walk.
Statua Królowej Wiktorii, wyrzeźbiona przez jej córkę, księżniczkę Louise, dla uczczenia 50-lecia rządów matki, stoi przed Pałacem Kensington. W parku znajduje się również Elfin Oak, 900-letni pień drzewa.

## Galeria

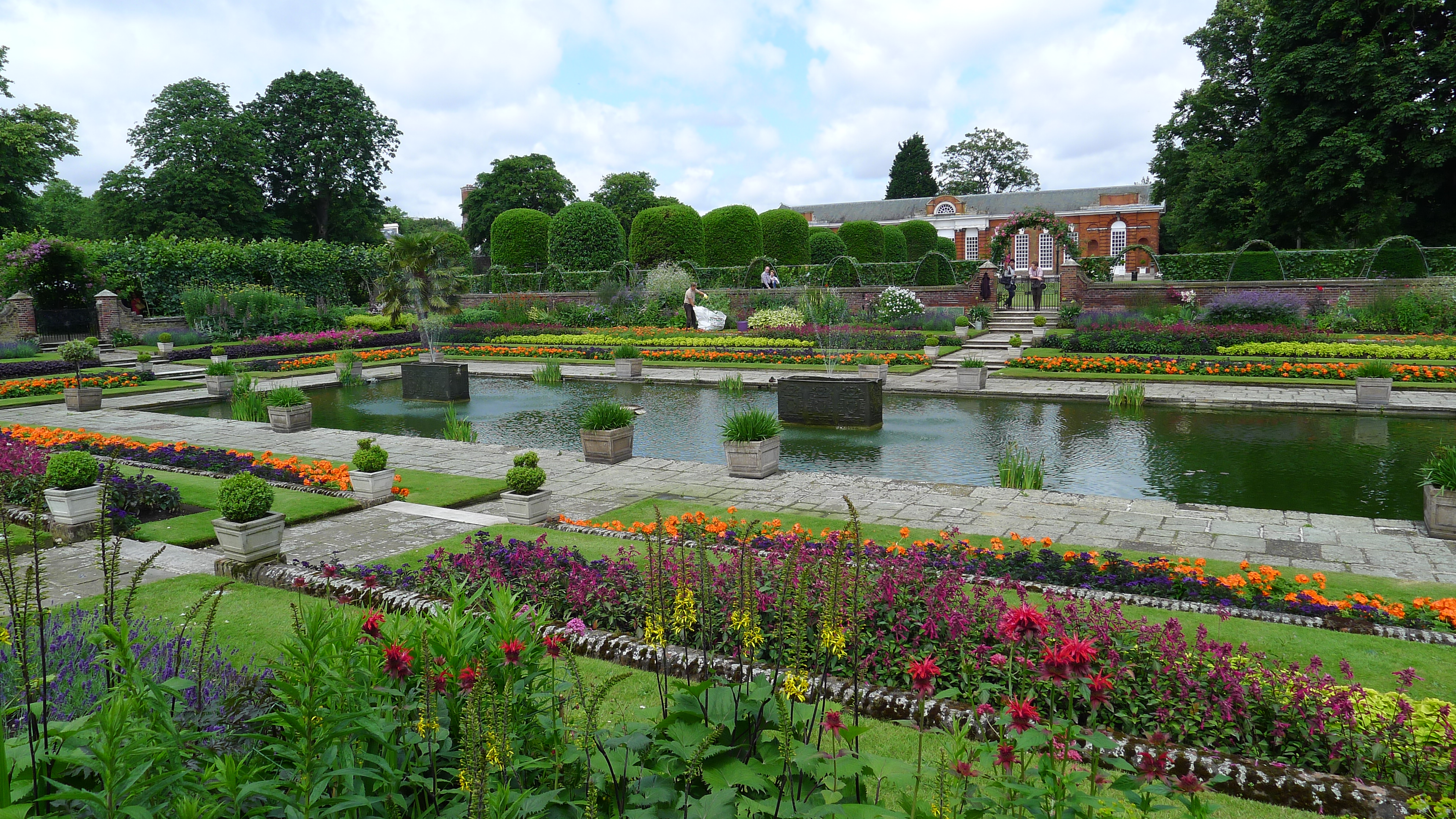
Ogrody pałacowe
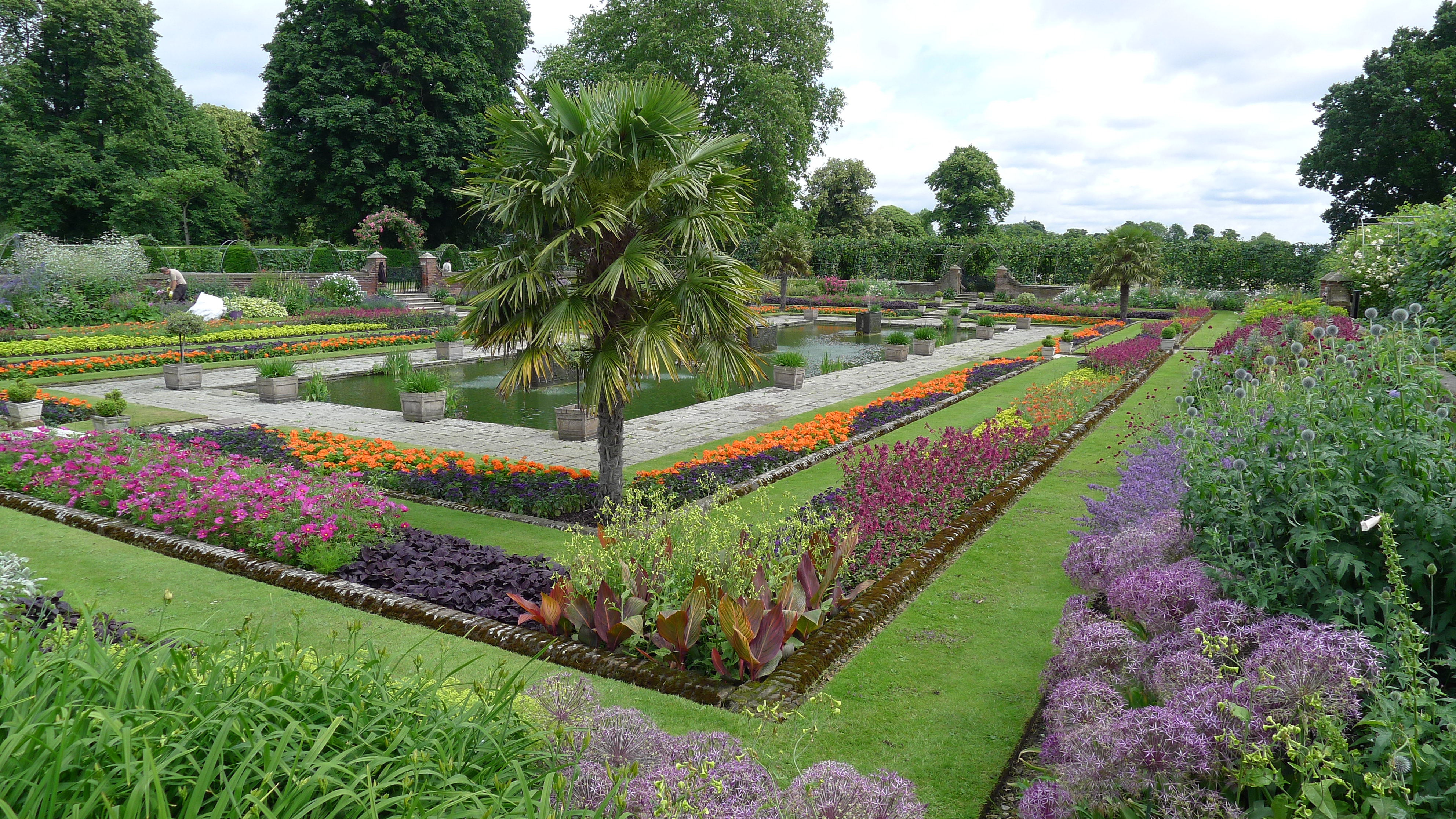